# Mladějov na Moravě
Mladějov na Moravě – gmina w Czechach, w powiecie Svitavy, w kraju pardubickim. Według danych z dnia 1 stycznia 2014 liczyła 446 mieszkańców.
W miejscowości mieści się Muzeum Kolei Mladějov na Moravě.